# 1976 في الولايات المتحدة
فيما يلي قوائم الأحداث التي وقعت خلال عام 1976 في الولايات المتحدة.

## سياسة

### تعيين في المنصب
- 1 يناير – توم كاربر أمين صندوق الدولة [الإنجليزية]‏.
- 30 يناير – جورج بوش الأب مدير الاستخبارات المركزية.
- 2 فبراير – إليوت ريتشاردسون وزير التجارة الأمريكي.
- 3 أبريل – رون بول عضو مجلس النواب الأمريكي.
- 29 ديسمبر – جون تشافي عضو مجلس الشيوخ الأمريكي.

### انتهاء فترة المنصب
- 30 يناير – وليام كولبي مدير الاستخبارات المركزية.
- 31 يناير – جون توماس دنلوب وزير العمل الأمريكي.
- 7 مارس – رايت باتمان عضو مجلس النواب الأمريكي.
- 1 سبتمبر – واين هايز عضو مجلس النواب الأمريكي.
- 27 ديسمبر – ستيوارت سايمينغتون عضو مجلس الشيوخ الأمريكي.
- 28 ديسمبر – روبرت تافت الابن عضو مجلس الشيوخ الأمريكي.
- 30 ديسمبر – والتر مونديل عضو مجلس الشيوخ الأمريكي.

## رياضة
- 10 أكتوبر – جائزة الولايات المتحدة الكبرى 1976 الفائز جيمس هانت.

## أفلام
من الأفلام التي صدرت هذه السنة في الولايات المتحدة:
- 1 يناير – أحدهم طار فوق عش الوقواق من إخراج ميلوش فورمان.
- 1 يناير – أحمر الشفاه من إخراج لامونت جونسون [الإنجليزية]‏.
- 1 يناير – أوت لاو جوسي ويلز من إخراج كلينت إيستوود.
- 1 يناير – الرجل التالي من إخراج ريتشارد صرافيان.
- 1 يناير – الطالع من إخراج ريشارد دونر.
- 1 يناير – الفتاة الصغيرة التي تعيش أسفل الممر من إخراج نيكولا غيسنر.
- 1 يناير – المنفذ من إخراج جيمس فارجو.
- 1 يناير – رجل الماراثون من إخراج جون شليسنجر.
- 1 يناير – سيرة ذاتية لبرغوث من إخراج Sharon McNight [الإنجليزية]‏.
- 1 يناير – عصر يوم قائظ من إخراج سيدني لوميت.
- 1 يناير – كل رجال الرئيس من إخراج آلان باكولا [الإنجليزية]‏.
- 7 فبراير – سائق التاكسي من إخراج مارتن سكورسيزي.
- 24 يونيو – بوفانو بيل والهنود من إخراج روبرت ألتمان.
- 3 نوفمبر – كاري من إخراج براين دي بالما.
- 14 نوفمبر – شبكة من إخراج سيدني لوميت.
- 21 نوفمبر – روكي من إخراج جون أفليدسن.
- 5 ديسمبر – الاتجاه إلى المجد من إخراج هال آشبي.
- 17 ديسمبر – ميلاد نجم من إخراج Frank Pierson [الإنجليزية]‏.

## برامج ومسلسلات وأنمي
- عالم آخر
- ون داي آت أتايم
- كولمبو
- ذا جيفرسونز
- مسلسل ملائكة تشارلي
- مودي
- حي السيد روجرز
- أز ذا وورلد تيرنز
- أيام سعيدة
- بيت صغير على المرج
- سامرسيت
- أليس
- هاواي فايف أو
- غايدنغ لايت

## كتب
من الكتب التي صدرت هذه السنة في الولايات المتحدة:
- 1 مارس – أكلة الموتى من تأليف مايكل كرايتون.
- 17 أغسطس – جذور: ملحمة عائلة أميركية من تأليف أليكس هيلي.

## مواليد

### يناير
- 1 يناير – شيرين دعيبس مخرجة أفلام فلسطينية.
- 1 يناير – ليديا فيرتشايلد
- 1 يناير – هويدا عراف
- 3 يناير – نيكولاس غونزاليس ممثل أمريكي.
- 4 يناير – كريس كلاين لاعب كرة قدم من الولايات المتحدة الأمريكية.
- 5 يناير – شاونتا روجرز لاعب كرة سلة أمريكي.
- 6 يناير – جوني يونغ بوش ممثل أمريكي.
- 6 يناير – روبرتو بيرجيرسين لاعب كرة سلة من الولايات المتحدة الأمريكية.
- 13 يناير – مايكل بينا ممثل أمريكي.
- 14 يناير – ريتا ويليامز
- 14 يناير – وارد هورتون ممثل أمريكي.
- 18 يناير – ديريك ريتشاردسون ممثل أمريكي.
- 20 يناير – باستروب باستروب ممثل أمريكي.
- 26 يناير – ريك روس
- 27 يناير – كلينت فورد ممثل أمريكي.
- 28 يناير – مارك مادسن
- 30 يناير – آندي ميلوناكيس
- 31 يناير – تايرون نيسبي لاعب كرة سلة من الولايات المتحدة الأمريكية.

### فبراير
- 2 فبراير – رالف بيغز لاعب كرة سلة أمريكي.
- 2 فبراير – ناثان آدم مورلي ملاكم من الولايات المتحدة الأمريكية.
- 6 فبراير – تيم يونغ لاعب كرة سلة من الولايات المتحدة الأمريكية.
- 7 فبراير – مارك سانفورد لاعب كرة سلة أمريكي.
- 9 فبراير – تشارلي داي
- 11 فبراير – توني باتي لاعب كرة سلة أمريكي.
- 16 فبراير – جانيت فارني ممثلة أمريكية.
- 18 فبراير – تشاندا روبين لاعبة كرة مضرب أمريكية.
- 19 فبراير – جاهيدي وايت لاعب كرة سلة أمريكي.
- 21 فبراير – موريس هاريس ملاكم من الولايات المتحدة الأمريكية.
- 25 فبراير – رشيدة جونز
- 25 فبراير – ساماكي ووكر لاعب كرة سلة أمريكي.
- 26 فبراير – أليكس كريسنو لاعب كرة سلة فلبيني.
- 28 فبراير – ألي لارتر ممثلة أمريكية.
- 29 فبراير – توشا ميلز لاعبة كرة سلة من الولايات المتحدة الأمريكية.
- 29 فبراير – جا رول
- 29 فبراير – فونتيجو كامينغز لاعب كرة سلة أمريكي.

### مارس
- 6 مارس – مستر كينيدي
- 7 مارس – تشيلسي تشارمز ممثلة إباحية أمريكية.
- 10 مارس – كريستا بايك
- 12 مارس – راؤول خورخي مونيوز ملاكم مكسيكي.
- 13 مارس – تروي هدسون لاعب كرة سلة أمريكي.
- 13 مارس – داني ماسترسون ممثل أمريكي.
- 14 مارس – كوري ستول
- 15 مارس – بريان فون كاتب سيناريو من الولايات المتحدة الأمريكية.
- 16 مارس – بلو كانتريل موسيقية أمريكية.
- 16 مارس – بول شنايدر ممثل أمريكي.
- 17 مارس – بريتاني دانيال
- 18 مارس – كريستين فان
- 18 مارس – ميهو سايكي لاعبة كرة مضرب يابانية.
- 19 مارس – أندريه ميلر لاعب كرة سلة أمريكي.
- 20 مارس – تشستر بنينغتون موسيقي أمريكي.
- 21 مارس – بروك ميلر درّاجة طريق من الولايات المتحدة الأمريكية.
- 21 مارس – ريان بيتل
- 22 مارس – ريس ويذرسبون ممثلة أمريكية.
- 22 مارس – واين تيرنر لاعب كرة سلة من الولايات المتحدة الأمريكية.
- 23 مارس – ترافيس تومكو مصارع محترف من الولايات المتحدة الأمريكية.
- 23 مارس – كيري رسل
- 23 مارس – ميشيل موناغان ممثلة أمريكية.
- 26 مارس – إيمي سمارت
- 27 مارس – داني فورتسون لاعب كرة سلة أمريكي.
- 29 مارس – جينيفر كابرياتي لاعبة كرة مضرب أمريكية.
- 31 مارس – هوارد فرير لاعب كرة سلة أمريكي.

### أبريل
- 1 أبريل – تروي بيكر ممثل أمريكي.
- 1 أبريل – جون ألكان
- 2 أبريل – إفان ماكمولين سياسي من الولايات المتحدة الأمريكية.
- 3 أبريل – كيث كلوس لاعب كرة سلة أمريكي.
- 5 أبريل – ستيرلينغ ك. براون ممثل أمريكي.
- 6 أبريل – كانديس كاميرون بور
- 7 أبريل – كيفين أليخاندرو
- 8 أبريل – شون فونتينو
- 8 أبريل – كيماري جونسون
- 9 أبريل – سيرينا م. شانسيلور رائدة فضاء من الولايات المتحدة الأمريكية.
- 10 أبريل – روبرت أونيل عسكري من الولايات المتحدة الأمريكية.
- 11 أبريل – ترمين فولكيس لاعب كرة سلة أمريكي.
- 12 أبريل – براد ميلر لاعب كرة سلة أمريكي.
- 13 أبريل – جوناثان برانديس
- 15 أبريل – مايك سميث
- 16 أبريل – لوكاس هاس ممثل أمريكي.
- 17 أبريل – مونيت مازور
- 18 أبريل – أوكتافيا بلو
- 18 أبريل – ميليسا جوان هارت ممثلة أمريكية.
- 19 أبريل – إدي روبنسون لاعب كرة سلة أمريكي.
- 19 أبريل – سكوت بادجيت
- 19 أبريل – وايت سيناك
- 20 أبريل – جوزيف لورانس
- 23 أبريل – جبريل ديمون ممثل أمريكي.
- 25 أبريل – تيم دنكان لاعب كرة سلة أمريكي.
- 25 أبريل – ملفين ليفيت لاعب كرة سلة أمريكي.
- 29 أبريل – غاد شامغاد لاعب كرة سلة أمريكي.

### مايو
- 3 مايو – تشاسيتي ملفين لاعبة كرة سلة أمريكية.
- 5 مايو – جيرود وارد لاعب كرة سلة أمريكي.
- 7 مايو – كاري هين ممثلة أمريكية.
- 7 مايو – كالفين بوث لاعب كرة سلة أمريكي.
- 10 مايو – جوشوا جاي جونسون عداء سرعة من الولايات المتحدة الأمريكية.
- 10 مايو – ناكيا سانفورد لاعبة كرة سلة من الولايات المتحدة الأمريكية.
- 11 مايو – أندي آن ممثل أمريكي.
- 12 مايو – أشانت جونسون لاعب كرة سلة من الولايات المتحدة الأمريكية.
- 13 مايو – تراجان لانغدون لاعب كرة سلة أمريكي.
- 16 مايو – أليكس جنسن
- 16 مايو – لامار جرير لاعب كرة سلة أمريكي.
- 18 مايو – رون ميرسر لاعب كرة سلة أمريكي.
- 19 مايو – إد كوتا لاعب كرة سلة أمريكي.
- 19 مايو – براين سكينر لاعب كرة سلة أمريكي.
- 19 مايو – كيفن غارنيت لاعب كرة سلة أمريكي.
- 20 مايو – لويس بولوك لاعب كرة سلة أمريكي.
- 22 مايو – كريستيان فاند فيلد درّاج طريق من الولايات المتحدة الأمريكية.
- 23 مايو – روبرت ميرفي عالم اقتصاد أمريكي.
- 23 مايو – كيلي موناكو ممثلة أمريكية.
- 25 مايو – إيثان سوبلي ممثل أمريكي.
- 25 مايو – إيرين هايز ممثلة أمريكية.
- 25 مايو – جي مايكل تاتوم
- 27 مايو – كانديس كروغر
- 28 مايو – بريت إبهيمير لاعب كرة سلة أمريكي.
- 28 مايو – ليام أوبراين
- 29 مايو – ماسيو باستون لاعب كرة سلة أمريكي.
- 31 مايو – مات هاربرينج لاعب كرة سلة أمريكي.
- 31 مايو – ماشونا واشنتون لاعبة كرة مضرب من الولايات المتحدة.

### يونيو
- 1 يونيو – بيتر كورنيل لاعب كرة سلة من الولايات المتحدة الأمريكية.
- 2 يونيو – إيرل بويكينز لاعب كرة سلة أمريكي.
- 4 يونيو – دوين وودوارد لاعب كرة سلة أمريكي.
- 5 يونيو – إيسوپ روك فنان أمريكي.
- 5 يونيو – جوي جيلبرت
- 6 يونيو – أنطونيو جرانجر
- 6 يونيو – كيم كامبل ضابطة من الولايات المتحدة الأمريكية.
- 7 يونيو – جيرمين جاكسون لاعب كرة سلة أمريكي.
- 7 يونيو – ديفيد دياز ملاكم من الولايات المتحدة الأمريكية.
- 7 يونيو – راندي جريفين ملاكم من الولايات المتحدة الأمريكية.
- 8 يونيو – إيون بيلي ممثل أمريكي.
- 8 يونيو – تريش غاف
- 8 يونيو – ليندسي دافينبورت لاعبة كرة مضرب من الولايات المتحدة.
- 9 يونيو – شريف فاجاردو لاعب كرة سلة بورتوريكي.
- 12 يونيو – أنطون جاميسون لاعب كرة سلة أمريكي.
- 14 يونيو – داني سيجل لاعب كرة سلة فلبيني.
- 16 يونيو – توم لينك ممثل أمريكي.
- 16 يونيو – مفون أودوكا
- 18 يونيو – ألانا دي لا غارزا ممثلة أمريكية.
- 19 يونيو – دنيس كرولي رجل أعمال من الولايات المتحدة الأمريكية.
- 19 يونيو – ريان هورست
- 24 يونيو – دانيال سانتياغو لاعب كرة سلة بورتوريكي.
- 24 يونيو – شيتال شيث
- 27 يونيو – جوزيف سيكورا ممثل أمريكي.
- 27 يونيو – سيسيل ماميت لاعب كرة مضرب من الولايات المتحدة.
- 30 يونيو – أليسيا تومسون لاعبة كرة سلة أمريكية.

### يوليو
- 2 يوليو – إيرين بيرنيت صحفية من الولايات المتحدة الأمريكية.
- 3 يوليو – أندريا باربر ممثلة أمريكية.
- 4 يوليو – جون روديك لاعب كرة مضرب أمريكي.
- 5 يوليو – جيمي إلمان
- 9 يوليو – فريد سافاج ممثل، منتج، ومخرج أمريكي.
- 10 يوليو – أدريان غرينيه
- 13 يوليو – أل سانتوس
- 14 يوليو – جوش بيتمان لاعب كرة سلة أرجنتيني.
- 14 يوليو – كورتيس ستابلز لاعب كرة سلة أمريكي.
- 15 يوليو – ستيف كانينغهام ملاكم من الولايات المتحدة الأمريكية.
- 15 يوليو – غابريال اغليسياس ممثل أمريكي.
- 16 يوليو – بوبي لاشلي
- 17 يوليو – لوك بريان
- 19 يوليو – جمال توماس لاعب كرة سلة أمريكي.
- 19 يوليو – فينيسا شاو
- 20 يوليو – إيريكا هيل صحفية أمريكية.
- 24 يوليو – رافر الستون لاعب كرة سلة أمريكي.
- 27 يوليو – شيموس ديفر ممثل أمريكي.
- 28 يوليو – هوما عابدين سياسية من الولايات المتحدة الأمريكية.
- 29 يوليو – أنسو سيساي لاعب كرة سلة أمريكي.
- 30 يوليو – جيري جويل ممثل أمريكي.

### أغسطس
- 4 أغسطس – بول غولدشتاين لاعب كرة مضرب من الولايات المتحدة.
- 6 أغسطس – رودريك بلاكني لاعب كرة سلة أمريكي.
- 8 أغسطس – تاني سايبريس ممثلة أمريكية.
- 9 أغسطس – جيسيكا كابشو ممثلة أمريكية.
- 10 أغسطس – جون روبرت هولدن
- 11 أغسطس – تابيثا سانت جيرماين
- 12 أغسطس – أنطوان ووكر لاعب كرة سلة أمريكي.
- 13 أغسطس – جينو كارلايل لاعب كرة سلة أمريكي.
- 16 أغسطس – كريستال مكيلر
- 23 أغسطس – بات غاريتي لاعب كرة سلة أمريكي.
- 23 أغسطس – سكوت كان ممثل أمريكي.
- 24 أغسطس – جيسون كرو لاعب كرة سلة أمريكي.
- 25 أغسطس – دامون جونز لاعب كرة سلة أمريكي.
- 26 أغسطس – مايك كولتر ممثل أمريكي.
- 28 أغسطس – تايري واشنطن

### سبتمبر
- 3 سبتمبر – اشلي جونز
- 7 سبتمبر – أوليفر هدسون ممثل أمريكي.
- 9 سبتمبر – جاك براسينجتون لاعب كرة مضرب من الولايات المتحدة الأمريكية.
- 10 سبتمبر – باربرا فاريس لاعبة كرة سلة أمريكية.
- 10 سبتمبر – جاي آر كوتش لاعب كرة سلة أمريكي.
- 10 سبتمبر – مات مورغان مصارع محترف من الولايات المتحدة الأمريكية.
- 12 سبتمبر – لورين ستامايل ممثلة أمريكية.
- 14 سبتمبر – أوستن باسيس ممثل أمريكي.
- 16 سبتمبر – تايرون واشنطن لاعب كرة سلة أمريكي.
- 16 سبتمبر – غريغ باكنر لاعب كرة سلة من الولايات المتحدة الأمريكية.
- 19 سبتمبر – أليسون سويني
- 19 سبتمبر – رجا بيل لاعب كرة سلة أمريكي.
- 20 سبتمبر – جون بيرنثال ممثل أمريكي.
- 21 سبتمبر – ماركو رولو درّاج طريق إيطالي.
- 24 سبتمبر – إيان بوهن ممثل أمريكي.
- 24 سبتمبر – ستيفاني مكمان
- 24 سبتمبر – هشام توفيق ممثل أمريكي.
- 25 سبتمبر – تشونسي بيلوبس لاعب كرة سلة أمريكي.
- 26 سبتمبر – اوليفيا اولافلي ممثلة إباحية أمريكية.
- 28 سبتمبر – بونزي ويلز لاعب كرة سلة أمريكي.

### أكتوبر
- 2 أكتوبر – ريان روبرتسون لاعب كرة سلة أمريكي.
- 3 أكتوبر – شون ويليام سكوت ممثل أمريكي.
- 4 أكتوبر – أليسيا سيلفرستون ممثلة أمريكية.
- 6 أكتوبر – بريت غيلمان ممثل أمريكي.
- 9 أكتوبر – سام ريغل
- 9 أكتوبر – نيك سواردسون
- 11 أكتوبر – إيميلي ديشانيل
- 11 أكتوبر – بوبي جو هاتون لاعب كرة سلة بورتوريكي.
- 11 أكتوبر – جيرون روبرتس لاعب كرة سلة أمريكي.
- 11 أكتوبر – دال بورينتون
- 11 أكتوبر – سلمان خان تربوي أمريكي و مؤسس أكاديمية خان.
- 18 أكتوبر – جوي براينت
- 19 أكتوبر – ديسموند هارينغتون ممثل أمريكي.
- 19 أكتوبر – عمر غودينغ ممثل أمريكي.
- 20 أكتوبر – دان فوجلر
- 21 أكتوبر – جيريمي ميلر ممثل أمريكي.
- 22 أكتوبر – براد ستيفنز
- 22 أكتوبر – جانيت لي لاعبة كرة مضرب من الولايات المتحدة الأمريكية.
- 23 أكتوبر – جون هيرتاس ممثل أمريكي.
- 30 أكتوبر – جاي آر ساكوراجي
- 30 أكتوبر – ديفيد هان
- 30 أكتوبر – موريس تايلور لاعب كرة سلة أمريكي.
- 31 أكتوبر – بايبر بيرابو ممثلة أمريكية.

### نوفمبر
- 1 نوفمبر – غادة المطيري عالمة ومخترعة سعودية.
- 1 نوفمبر – لوغان مارشال غرين ممثل أمريكي.
- 5 نوفمبر – سيباستيان أرسيلوس
- 6 نوفمبر – بات تيلمان
- 6 نوفمبر – كارلوس كوينتانا
- 14 نوفمبر – بيتسي براندت ممثلة أمريكية.
- 17 نوفمبر – براندون كول
- 17 نوفمبر – ديان نيل ممثلة أمريكية.
- 19 نوفمبر – جاك دورسي
- 20 نوفمبر – دوان كولينز لاعب كرة سلة أمريكي.
- 20 نوفمبر – هارولد جاميسون لاعب كرة سلة أمريكي.
- 25 نوفمبر – كلينت ماثيس لاعب كرة قدم أمريكي.
- 27 نوفمبر – جليل وايت
- 29 نوفمبر – آنا فاريس
- 29 نوفمبر – تشادويك بوسمان ممثل أمريكي.

### ديسمبر
- 1 ديسمبر – ماثيو شيبرد
- 1 ديسمبر – مايكل إسبر ممثل أمريكي.
- 4 ديسمبر – لينوكس بيتي لاعبة كرة سلة أمريكية.
- 5 ديسمبر – إيمي أكر ممثلة أمريكية.
- 7 ديسمبر – تي جاي لافين دراج أمريكي.
- 7 ديسمبر – مارك دوبلاس ممثل ومخرج أمريكي.
- 9 ديسمبر – كيفن دانيلز ممثل أمريكي.
- 11 ديسمبر – شريف عبد الرحيم لاعب كرة سلة أمريكي.
- 21 ديسمبر – مونيكا ماكسويل لاعبة كرة سلة أمريكية.
- 22 ديسمبر – ديريك هود لاعب كرة سلة أمريكي.
- 23 ديسمبر – جوانا هاييس منافِسة أوليمبية من الولايات المتحدة الأمريكية.
- 25 ديسمبر – تيم جيمس
- 27 ديسمبر – آرون ستانفورد
- 28 ديسمبر – بريندان هاينز
- 28 ديسمبر – جو مانغانيلو
- 29 ديسمبر – توماس بليك لاعب كرة مضرب أمريكي.
- 29 ديسمبر – داني ماكبرايد
- 30 ديسمبر – تيرنس روبرسون لاعب كرة سلة أمريكي.
- 30 ديسمبر – ناثان إيغل
- 31 ديسمبر – كريس تيريو مخرج أفلام أمريكي.

## وفيات

### يناير
- 1 يناير – جورجينا كليتغارد (مواليد 1893) رسامة أمريكية.

### فبراير
- 1 فبراير – جورج ويبل (مواليد 1878)
- 3 فبراير – تشارلز هنت (مواليد 1881)
- 5 فبراير – تشارلز ف ماكلولين (مواليد 1887) سياسي أمريكي.
- 9 فبراير – فرانسيس ويلر لوميس (مواليد 1889) فيزيائي أمريكي.
- 11 فبراير – لي جاي كوب (مواليد 1911)

### مارس
- 4 مارس – جيم والش (مواليد 1930) لاعب كرة سلة من الولايات المتحدة الأمريكية.
- 6 مارس – ماكسي روسنبلووم (مواليد 1907)
- 7 مارس – رايت باتمان (مواليد 1893) سياسي أمريكي.
- 11 مارس – بينكي ميتشل (مواليد 1899) ملاكم من الولايات المتحدة الأمريكية.
- 12 مارس – تشارلي فيل روزنبرغ (مواليد 1902) ملاكم من الولايات المتحدة الأمريكية.
- 21 مارس – جو فولكس (مواليد 1921) لاعب كرة سلة أمريكي.
- 28 مارس – ريتشارد أرلين (مواليد 1899)

### أبريل
- 5 أبريل – هاوارد هيوز (مواليد 1905)
- 5 أبريل – ويلدر بنفيلد (مواليد 1891)
- 8 أبريل – دونالد بايرن (مواليد 1930) لاعب شطرنج من الولايات المتحدة الأمريكية.
- 11 أبريل – ليام دان (مواليد 1916) ممثل أمريكي.
- 12 أبريل – بول فورد (مواليد 1901)
- 12 أبريل – ميريام كوبر (مواليد 1891)
- 14 أبريل – ويليام هاستي (مواليد 1904)
- 23 أبريل – جيمس فلافين (مواليد 1906) ممثل أمريكي.
- 24 أبريل – مارك توبي (مواليد 1890) رسام من الولايات المتحدة الأمريكية.

### مايو
- 3 مايو – ديفيد بروس (مواليد 1914) ممثل من الولايات المتحدة الأمريكية.
- 7 مايو – ألان باكستر (مواليد 1908) ممثل أمريكي.
- 9 مايو – اوتو كيرنر، الابن (مواليد 1908) سياسي أمريكي.
- 24 مايو – بوبي باربر (مواليد 1894) ممثل أمريكي.

### يونيو
- 6 يونيو – جيه بول جيتي (مواليد 1892)
- 8 يونيو – بوب فيريك (مواليد 1920)
- 11 يونيو – توتس موندت (مواليد 1894)
- 16 يونيو – جيمس فرنسيس ماكبرايد (مواليد 1892) عالم نبات أمريكي.
- 16 يونيو – روبرت أولاف (مواليد 1919) دبلوماسي أمريكي.
- 16 يونيو – فرنسيس إدوارد ميلوي (مواليد 1917) دبلوماسي أمريكي.
- 17 يونيو – دون لوفجران (مواليد 1928) لاعب كرة سلة أمريكي.
- 22 يونيو – بول بمسلر (مواليد 1927)

### يوليو
- 4 يوليو – يوناتان نتنياهو (مواليد 1946)
- 7 يوليو – نورمان فوستر (مواليد 1903)
- 13 يوليو – وليم حاوي (مواليد 1908) سياسي لبناني.
- 25 يوليو – جون سي سلاتر (مواليد 1900) فيزيائي أمريكي.

### أغسطس
- 9 أغسطس – وليام جوزيف لينش (مواليد 1908) سياسي أمريكي.
- 10 أغسطس – راي كراش كوريغان (مواليد 1902) ممثل أمريكي.

### سبتمبر
- 10 سبتمبر – بيتي ميتشيل (مواليد 1896) مخرجة مسرحية كندية.
- 10 سبتمبر – دالتون ترامبو (مواليد 1905)
- 24 سبتمبر – بول دوغلاس (مواليد 1892) سياسي أمريكي.

### نوفمبر
- 6 نوفمبر – ألكسندر فينر (مواليد 1907)
- 9 نوفمبر – بيلي هالوب (مواليد 1920)
- 11 نوفمبر – ألكسندر كالدر (مواليد 1898) فنان أمريكي.
- 18 نوفمبر – مان راي (مواليد 1890)
- 28 نوفمبر – روزاليند راسل (مواليد 1907)

### ديسمبر
- 12 ديسمبر – جاك كاسيدي (مواليد 1927)
- 25 ديسمبر – فرانكي دارو (مواليد 1917)